# Ildut Moyot
Ildut Moyot (né le 10 août 1749 à Lanildut - mort le 17 avril 1813 à Lanildut) est un négociant, armateur, cultivateur et homme politique breton, qui est un des deux représentants de la sénéchaussée de Brest aux États généraux de 1789.

## Biographie
Il naît le 10 août 1749 sur la paroisse de Lanildut, au lieu-dit Ru Morvan, dans une famille de navigateurs, ou maîtres de barques. Il est le fils de Tanguy Moyot et d'Anne-Gabrielle Léostic, marchands. Comme son père, après avoir fait son apprentissage sur des sloops appartenant à sa famille, il se livre au commerce et devient capitaine marchand et armateur. À l'époque, le port de Lanildut, port de cabotage, est un des plus actifs du Finistère, assurant notamment le transport de vin avec Bordeaux, de charbon avec l'Angleterre et l'exportation du granit.
Ildut se marie le 13 septembre 1774 avec Marie-Gabrielle Rioullan. Le couple restera sans descendance.
Porteur du cahier de doléances de Lanildut à l'assemblée de Brest, il est élu le 8 avril 1789 député du tiers état de la Sénéchaussée de Brest aux États généraux de 1789 par 71 voix sur 117 votants.
Il est de ceux qui prête le 20 juin 1789 le serment du jeu de paume, et le 24 août de ceux qui portent au roi les félicitations de l'Assemblée nationale à l'occasion de sa fête.
Au sein de l'Assemblée constituante, il joue un rôle effacé. « Homme probe mais d’une telle simplicité qu’on peut mettre en doute qu’il ait toujours compris les problèmes administratifs qu’il devait concourir à résoudre », dit de lui Prosper Levot dans son Histoire de Brest. On a dit que Moyot parlant breton, la subtilité de certains débats pouvait lui échapper. C'est oublier qu'en tant que négociant, il était parfaitement bilingue. Cependant, il ne fait qu'une seule intervention le 16 août 1790 en faveur des ouvriers et employés des parcs et arsenaux militaires.
Il est membre du Club des Jacobins, même s'il fait une brève infidélité à celui-ci de juillet à septembre 1791 pour aller au Feuillants.
Élu juge de paix de Ploudalmezeau le 20 décembre 1790, puis de Brélès, il vient remplir ces fonctions après la session. En 1793, il est nommé président de la commission administrative du Finistère.
Il est également nommé par le gouvernement consulaire, le 12 octobre 1803 (19 vendémiaire an XII), maire de Lanildut, fonction qu'il exerce jusqu'à sa mort, survenue le 17 avril 1813.

## Sources
- « Ildut Moyot », dans Adolphe Robert et Gaston Cougny, Dictionnaire des parlementaires français, Edgar Bourloton, 1889-1891 [détail de l’édition]
- Jean Guivarch, Lanildut des années 1789, 2000
- H.-E. Lemay, Dictionnaire des Constituants, Paris, Universitas, 1991, (2 vol)